# Rofecoxib
Rofecoxib es un fármaco antiinflamatorio no esteroideo (AINE) que fue retirado del mercado por razones de seguridad. Fue comercializado por Merck & Co para tratar osteoartritis, condiciones de dolor y dismenorrea. Fue aprobado por la Administración de Alimentos y Fármacos (en inglés FDA: Food and Drug Administration) el 20 de mayo de 1999. Fue comercializado bajo los nombres Vioxx, Ceoxx y Cecoxx.
Ganó una amplia aceptación entre los médicos que trataban a pacientes con artritis y otras enfermedades crónicas o causantes de episodios de dolor agudo. Alrededor de 80 millones de personas fueron tratadas con Rofecoxib en algún momento.
El 30 de septiembre de 2004, Merck lo retiró tras aparecer evidencia científica de aumento de riesgo de enfermedad cardiovascular en algunos estudios. Rofecoxib llegó a ser uno de los fármacos más usados para acabar siendo retirado del mercado. En el año anterior los ingresos de ventas de Merck fueron de 2500 millones de dólares en Vioxx.
Rofecoxib podía ser prescrito en comprimidos o como suspensión oral y podía ser administrado por inyección intravenosa en el hospital.

## Modo de acción
La ciclooxigenasa (COX) tiene dos isoformas, COX-1 y COX-2. La COX-1 interviene en la síntesis de prostaglandinas responsables de la protección del epitelio del estómago, mientras que la COX-2 interviene en la síntesis de las prostaglandinas responsables del dolor y de las inflamaciones. Rofecoxib es un inhibidor selectivo de COX-2, o “coxib”; es un AINE selectiva que inhiben la COX-2 pero no la isoforma COX-1, así se ofrece el mismo alivio del dolor que con el consumo de los AINEs tradicionales, pero a la vez se reduce el riesgo DE gastropatía y riesgo de sangrado gastrointestinal.
Se incluye también entre los “coxib”, etoricoxib (Arcoxia) de Merck, celecoxib (Celebrex) y valdecoxib (Bextra) de Pfizer. En el año 2000 se publicó un estudio llamado VIGOR (Vioxx GI Outcomes Research, en castellano: Investigación de los Resultados Gastrointestinales de VIOXX), que comparaba la eficacia y los efectos adversos de Rofecoxib y naproxeno (otro AINE); y puso en duda la seguridad del fármaco en cuestión Curiosamente, cuando se retiraba del mercado, Rofecoxib era el único coxib que tenía un efecto adverso gastrointestinal más grave que los AINEs convencionales.

### Farmacocinética
Las dosis terapéuticas recomendadas eran de 12.5, 25 y 50mg con una biodisponibilidad aproximada del 93%. Rofecoxib cruza la placenta y la barrera hematoencefálica. Tarda entre 1 y 3 horas en hacer máximo efecto y su media vida es de aproximadamente 17 horas. Rofecoxib es metabolizado en el hígado mediante la vía metabólica de la reducción hepática y se producen los productos metabólicos cis- y trans-dihidro Rofecoxib (como hidroxi ácidos). Estos se eliminan primariamente por vía renal.

### Estudios de eficacia manipulados
El 11 de marzo del 2009, Scott S. Reuben antiguo jefe de “dolor agudo” en el Baystate Medical Center, Springfiels, Mass., reveló que los datos de 21 estudios de los cuales había sido autor sobre la eficacia de fármacos (celecoxib, entre otros) habían sido orientados para aumentar los efectos analgésicos de dichos fármacos. No hay evidencias de que el Dr. Reuben pactara con Merck para falsificar estos datos. Dr. Reuben fue también un contratado por la compañía farmacéutica Pfizer (que tiene la propiedad de los derechos intelectuales para comercializar celecoxib en los Estados Unidos) como portavoz. Los estudios retractados no fueron sometidos ni a la FDA (Food and Drug Administration) ni a las agencias prioritarias encargadas de regular la aprobación de fármacos en la Unión Europea. La manufacturera del fármaco, Merck, no hizo ningún comentario al respecto sobre la revelación.

## Efectos adversos del fármaco
Aparte de la reducción en la incidencia de úlceras gástricas, Rofecoxib presenta efectos adversos similares a otras AINEs.
Las prostaglandinas son una gran familia lipídica. La prostaglandina I2/PGI2/prostaciclina es sólo un miembro de ésta. Otras prostaglandinas (como por ejemplo PGE2) también tienen un papel importante en la regulación del tono vascular. La prostaciclina/triboxan son reducidas por ambos COX-1 y COX-2, y Rofecoxib suprime sólo las enzimas COX-2, así que no hay ninguna razón para pensar que los niveles de prostaciclina son reducidos significativamente a causa del fármaco. Tampoco hay razón para pensar que sólo el balance entre cantidades de prostaciclina y tromboxane es el factor determinante del tono vascular. De hecho Merck testificó que no hay efecto en la producción de prostaciclina en los vasos sanguíneos de los animales en los experimentos. Otros investigadores han especulado que la cardiotoxicidad puede estar asociada con metabolitos de anhídrido maleico que se forman cuando el Rofecoxib se ioniza bajo efectos fisiológicos. (Reddy y Corey, 2005)

### Eventos cardiovasculares adversos

#### Estudio VIGOR y controversias de publicación
El estudio VIGOR (Vioxx GI Outcomes Research), dirigido por Bombardier, que comparaban la eficacia y los efectos adversos de Rofecoxib y naproxeno, indicaron que el riesgo de padecer infartos era cuatro veces mayor en los pacientes medicados con Rofecoxib que en los pacientes medicados con naproxeno (probabilidad del 0.4% comparado con 0.1% RR 0.25) durante el lapso de 12 meses del estudio. El riesgo elevado empezó durante el segundo mes de tratamiento con Rofecoxib. No hubo diferencia significativa en la mortalidad por eventos cardiovasculares entre los dos grupos, ni tampoco hubo ninguna diferencia significativa en la tasa de infarto de miocardio entre el Rofecoxib y naproxeno grupos de tratamiento en pacientes sin riesgo cardiovascular alto. La diferencia en el riesgo total fue por los pacientes en mayor riesgo de ataque al corazón, es decir, aquellos que cumplían los criterios para la profilaxis con baja dosis de aspirina para tratar eventos cardiovasculares secundarios (infarto de miocardio previo, angina de pecho, accidente cerebrovascular, ataque isquémico transitorio, o cirugía de revascularización coronaria).
Los científicos de Merck interpretaron el hallazgo como un efecto protector de naproxeno, diciendo a la FDA que la diferencia en los ataques al corazón "se debe principalmente a" este efecto protector (Targum, 2001). Algunos comentadores notaron que el naxopreno debía ser tres veces más eficaz que la aspirina para considerar toda la diferencia (Michaels 2005), y otros científicos externos advirtieron a Merck, antes de que VIGOR fuera publicado, que esa afirmación era inverosímil. No hay evidencias de un gran efecto cardioprotector del naproxen, a pesar de que algunos estudios hayan encontrado efectos protectores de similar magnitud a los de la aspirina.
Aunque en 2004 el periódico del Dr. Topol criticó la hipótesis sobre el naproxen de Merck, él coparticipó en un artículo JAMA en 2004 en el que afirma que “a causa de la evidencia de un efecto antiagregante plaquetario del naproxen es difícil asesorar si la diferencia entre las tasas de eventos cardiovasculares en vigor se debe a un beneficio del naproxen o a un efecto protrombótico del Rofecoxib” (Mukherjee, Nissen and Topol, 2001.)
Los resultados del estudio VIGOR fueron presentados a la administración de comida y alimentos de los Estados Unidos (FDA) en febrero de 2001. Dos meses más tarde, la FDA envió una carta de advertencia al CEO de Merck en la que se decía: “Su campaña de promoción pasa por alto el hecho de que en el estudio VIGOR se observó un incremento (de 4 a 5 veces) del riesgo de padecer infartos de miocardio en los pacientes con Vioxx comparado con los pacientes que recibían un antiinflamatorio no esteroideo (NSAID), Naprosyn (naproxen). Esto llevó en abril de 2002 a la introducción de advertencias en las etiquetas de Vioxx referente al aumento de riesgo de sufrir eventos cardiovasculares.
Meses después de que la versión preliminar de VIGOR fuese publicada en el New England Journal of Medicine, los editores de dicha revista médica aprendieron que ciertos datos de la FDA no estaban incluidos en el artículo NEJM. Varios años después, cuando se les mostró una nota de Merck durante las declaraciones en el primer juicio federal de Vioxx, se dieron cuenta de que esos datos habían estado disponibles para los autores meses antes de su publicación. Los editores escribieron una editorial acusando a los autores de la retención deliberada de datos. Enviaron la editorial a los medios de comunicación el 8 de diciembre de 2005 antes de dar la oportunidad de responder a los autores. Gregory Curfman, editor de NEJM, explicó que el rápido lanzamiento fue debido a la inminente presentación de su testimonio de deposición, que él temía que fuesen malinterpretados por los medios de comunicación. Anteriormente, había negado cualquier relación entre el tiempo de la editorial y el juicio. Aunque su testimonio no fue usado en el juicio de diciembre, Curfman testificó antes de la publicación de la editorial.
Los editores denunciaron que “más de cuatro meses antes de la publicación del artículo, al menos dos de los autores estaban al corriente de los datos críticos en una serie de eventos cardiovasculares adversos que no fueron incluidos en el artículo VIGOR. Estos datos adicionales incluyeron tres ataques al corazón más y un aumento de riesgo relativo de Vioxx de 4,25 a 5. Los ataques de corazón que se detectaron de más, ocurrieron en el grupo de “riesgo bajo de ataque de corazón” (sin consumo de aspirina) y los editores señalaron que la omisión llevó a la conclusión errónea entre los grupos que consumían aspirina y los que no. El riesgo relativo de infarto de miocardio entre el grupo que no consumía aspirina aumentó de 2.25 a 3 (aunque fue estadísticamente insignificante). También destacaron un incremento en el riesgo de episodios tromboembólicos serios en este grupo, un resultado que Merck no había reportado en el NEJM, a pesar de que había revelado esa información públicamente en marzo de 2000.
Los autores del estudio respondieron afirmando que los tres ataques de corazón adicionales se habían producido después de la fecha límite de recogida de datos y, por lo tanto, fueron debidamente no incluidos. Además, dijeron que los datos adicionales no cambiaron cualitativamente ninguna conclusión del estudio, y los resultados del análisis completo se comunicaron a la FDA y se reflejan en la etiqueta de advertencia de Vioxx. También añadieron que todos los datos en la tabla donde se recogían los “omitidos” fueron impresos en el texto del artículo.
NEJM se plantó junto a su editorial, señalando que la fecha límite nunca fue mencionada el artículo, ni los autores informaron que el límite para los sucesos cardiovasculares fue antes que el de los sucesos gastrointestinales. Los diferentes límites aumentaron los beneficios reportados de Vioxx (reducía problemas de estómago) en relación con los riesgos (incremento de los ataques de corazón).
Algunos científicos han acusado a la junta editorial del NEJM de hacer acusaciones sin fundamento. Otros han aplaudido la actuación de la editorial. El renombrado investigador cardiólogo Eric Topol, destacado crítico de Merck, acusó a éste de “manipulación de datos” y consideraba que el juicio de mala conducta científica está completamente justificado. Phil Fontanarosa, editor ejecutivo del prestigioso Journal of the American Medical Association dijo que esa era otra editorial en la larga lista de recientes ejemplos de editoriales que han generado una preocupación por la confianza en los estudios patrocinados por la industria.
El 15 de mayo de 2006, el Wall Street Journal informó que un email de última hora, escrito por una especialista en relaciones públicas y enviado a trabajadores del Journal horas después de que la expresión de preocupación fuera publicada, predecía que “la represión desviaría la atención a Merck e induciría a los medios de comunicación a ignorar el papel de The New England Journal of Medicine en la ayuda de las ventas de Vioxx.
"Emails internos enseñan que la expresión de preocupación de The New England Journal of Medicine fue programada para desviar la atención de una declaración en la que el editor ejecutivo Gregory Curfman hizo unas confesiones perjudiciales sobre el manejo del estudio de Vioxx por parte de su diario. En su declaración, que forma parte del litigio Vioxx, el Dr. Curfman reconoció que un trabajo editorial superficial pudo haber ayudado a los autores a hacer afirmaciones engañosas en el artículo.” El Journal afirmó que el "ambiguo" lenguaje de NEJM llevó erróneamente a los periodistas a creer que Merck había eliminado datos sobre los tres ataques cardíacos, en vez de una tabla en blanco que no contenía información estadística; "The New England Journal of Medicine dice que no trató de corregir estos errores."

#### Estudios sobre el Alzheimer
En 2000 y 2001, Merck llevó a cabo varios estudios sobre el Rofecoxib para determinar si el fármaco ralentizaba la aparición de la enfermedad de Alzheimer. Merck ha puesto mucho énfasis en estos estudios sobre la base de que son relativamente grandes (casi 3000 pacientes) y comparó Rofecoxib con un placebo en lugar de con otro calmante para el dolor. Estos estudios encontraron una tasa de mortalidad elevada entre los pacientes con Rofecoxib, aunque las muertes no fueron por lo general relacionadas con el corazón. Sin embargo, no encontraron ningún elevado riesgo cardiovascular causado por Rofecoxib. Antes de 2004, Merck citó estos estudios como proporcionando evidencia, a diferencia de VIGOR, de la seguridad de Rofecoxib.

#### Estudio APPROVe
En el año 2001, Merck empezó el estudio APPROVe (Adenomatous Polyp PRevention On Vioxx), un estudio de tres años con el principal objetivo de evaluar la eficacia de Rofecoxib para la profilaxis de pólipos colorectales. Celecoxib ya había sido aprobado como tratamiento para esta patología y se esperaba hacer lo mismo con el Rofecoxib. Un objetivo adicional del estudio era evaluar más profundamente la seguridad cardiovascular del medicamento.
El estudio APPROVe se terminó en el momento en que los resultados preliminares del estudio mostraron un aumento del riego relativo de episodios cardiovasculares adversos (incluyendo infarto de miocardio), a partir del decimoctavo mes de tratamiento con Rofecoxib (durante los primeros dieciocho meses no se observó un aumento en la probabilidad de padecer episodios cardiovasculares adversos). Por otra parte, las tasas de mortalidad por causas cardiovasculares eran parecidas entre los pacientes tratados con Rofecoxib y los pacientes medicados con placebo.
En resumen, el estudio APPROVe sugería que un uso a largo plazo del Rofecoxib doblaba el riesgo de padecer infartos de miocardio respecto a los pacientes tratados con placebo.

#### Otros estudios
La aprobación previa a la Fase III de ensayos clínicos, como el estudio APPROVe, no mostraron mayor riesgo relativo de eventos cardiovasculares adversos durante los primeros dieciocho meses de uso de Rofecoxib (Merck, 2004). Otros han señalado que "el Estudio 090", una prueba de pre-aprobación, mostró un aumento de 3 veces en los eventos cardiovasculares en comparación con placebo, un incremento de 7 veces comparados con la nabumetona (otro AINE), y un aumento de 8 veces en los ataques cardíacos y derrames cerebrales combinados en comparación con ambos grupos control. Aunque éste fue un estudio relativamente pequeño, y sólo el último resultado fue estadísticamente significativo, los críticos han acusado que este pronto descubrimiento debería haber llevado a Merck a realizar rápidamente más amplios estudios sobre la seguridad cardiovascular del Rofecoxib. Merck señala que ya había empezado el estudio VIGOR cuando el Estudio 090 se completó. A pesar de que VIGOR fue diseñado principalmente para demostrar nuevos usos para el Rofecoxib, también recogió datos sobre resultados cardiovasculares adversos.
Varios estudios observacionales de gran tamaño han encontrado también un elevado riesgo de ataque al corazón por el Rofecoxib. Por ejemplo, un reciente estudio retrospectivo de 113.000 ancianos canadienses sugirió un ligero aumento estadísticamente significativo del riesgo relativo de infarto de 1,24 desde la utilización de Vioxx, con un riesgo relativo de 1,73 para el uso de Vioxx de dosis más altas. (Levesque, 2005). Otro estudio, utilizando los datos de Kaiser Permanente, encontró un riesgo relativo de 1,47 para el uso de Vioxx en dosis bajas y de 3,58 para el uso de altas dosis de Vioxx en comparación con el uso habitual de celecoxib, aunque el número más pequeño no era estadísticamente significativo, y el riesgo relativo en comparación con otras poblaciones tampoco era estadísticamente significativo. (Graham, 2005).
Además, un meta-estudio más reciente de 114 ensayos aleatorios con un total de 116.000 participantes, publicado en JAMA, mostró que Vioxx sólo aumentaba el riesgo de enfermedades renales (del riñón), y arritmias cardíacas.

#### Otros inhibidores de COX-2
Cualquier aumento del riesgo de patologías renales y arritmias asociadas a la clase de los COX-2, inhibidores, por ejemplo celecoxib (Celebrex), valdecoxib (Bextra), parecoxib (Dynastat), lumiracoxib y etoricoxib no es evidente [30], aunque estudios menores han demostrado que estos efectos aparecen antes con el uso de celecoxib, valdecoxib y parecoxib.
Sin embargo, es probable que los ensayos de nuevos medicamentos en la categoría se amplíen con el fin de aportar pruebas adicionales de la seguridad cardiovascular. Ejemplos de ello son inhibidores COX-2 más específicos, entre ellos el etoricoxib (Arcoxia) y lumiracoxib (Prexige), que están actualmente (circa 2005) en Fase III / IV de ensayos clínicos.
Además, las autoridades reguladoras en todo el mundo ahora exigen que haya advertencias sobre el riesgo cardiovascular de los inhibidores COX-2 que siguen en el mercado. Por ejemplo, en 2005, los reguladores de la UE requirieron los siguientes cambios en la información del producto y / o en el envase de todos los inhibidores COX-2:
• Contraindicaciones indicando que los inhibidores COX-2 no debe utilizarse en pacientes con enfermedad isquémica del corazón y / o enfermedad cerebrovascular (derrame cerebral), y también en pacientes con enfermedad arterial periférica.
• Avisos remarcados a los profesionales sanitarios a tener precaución cuando se prescriba inhibidores COX-2 a pacientes con factores de riesgo de enfermedad cardíaca, como hipertensión, hiperlipidemia (niveles de colesterol elevados), diabetes y fumadores.
• Dada la asociación entre el riesgo cardiovascular y la exposición a inhibidores COX-2, se recomienda a los médicos utilizar la dosis mínima efectiva durante el menor tiempo posible de tratamiento.

#### Otros AINEs
Desde la retirada de Vioxx ha salido a la luz que puede haber efectos negativos cardiovasculares no sólo con otros inhibidores COX-2 sino también con la mayoría de los otros AINEs. Es sólo con el reciente desarrollo de fármacos como Vioxx que las compañías farmacéuticas han llevado a cabo el tipo de ensayos bien ejecutados que pueden establecer tales efectos, y este tipo de ensayos nunca han sido llevados a cabo con anteriores AINE "de confianza", como ibuprofeno, diclofenaco y otros. Las posibles excepciones pueden ser la aspirina y el naproxeno, debido a sus propiedades antiagregantes plaquetarios.

## Retirada del mercado
Debido a los resultados de su propio estudio APPROVe, Merck anunció públicamente la retirada voluntaria del fármaco del mercado mundial, el 30 de septiembre de 2004.
Además de sus propios estudios, al parecer el 23 de septiembre de 2004 Merck recibió información sobre una nueva investigación de la FDA que apoyaba los resultados anteriores de un mayor riesgo de ataque cardíaco entre los usuarios de Rofecoxib (Grassley, 2004). Los analistas de la FDA estimaron que Vioxx causó entre 88.000 y 139.000 ataques cardíacos, del 30 al 40 por ciento de los cuales probablemente fueron mortales, en los cinco años que la droga estuvo en el mercado.
El 5 de noviembre la revista médica The Lancet publicó un meta-análisis de los estudios disponibles sobre la seguridad de Rofecoxib (Jüni et al., 2004). Los autores concluyeron que, por el conocido riesgo cardiovascular, el Rofecoxib debería haber sido retirado varios años antes. The Lancet publicó un editorial en el que condenó a ambos, Merck y la FDA, por la continua disponibilidad de Rofecoxib desde el año 2000 hasta la retirada. Merck respondió emitiendo una refutación del meta-análisis de Jüni et al. en la que señalaba que Jüni omitió varios estudios que mostraban que no había mayor riesgo cardiovascular. (Merck & Co., 2004).
En 2005, grupos de asesoramiento de Estados Unidos y Canadá fomentaron el regreso de Rofecoxib al mercado, afirmando que los beneficios de este medicamento pesan más que los riegos que suponen para el paciente. El grupo de asesoramiento FDA votaron a favor de este medicamento a pesar de que se descubriera que aumentaba el riesgo de ataque cardíaco. En Canadá la votación fue menor y los grupos de asesoramiento del país afirmaron que el riesgo cardiovascular del medicamento parecía ser menor que el del ibuprofeno y que se necesitaba un estudio más exhaustivo para determinar claramente los riesgos de Rofecoxib. A pesar de todo esto. Merck no ha reincorporado el medicamento al mercado.
Merck contrató una firma en 2005, Debevoise & Plimpton, para investigar los resultados y comunicados del medicamento Vioxx. A través de la valoración, se descubrió que la dirección de la compañía de Merck actuó en buena fe, y que la confusión sobre la seguridad clínica de Vioxx era debida a los celos del equipo de ventas. La valoración que fue archivada mostraba que Merck intentó actuar honestamente en todo el proceso. Cualquier error que se cometió en relación a la mala gestión de los resultados de los ensayos clínicos y la retención de la información fue resultada de la supervisión, y no de un mal comportamiento. La valoración concluyó que el equipo de márketing de Merck exageró la seguridad de Vioxx y se sirvió técnicas de venta en lugar de información veraz. Esta valoración fue publicada en febrero de 2006, y Merck quedó satisfecho con los puntos tratados en la valoración y prometió considerar las recomendaciones que el autor Martin hacia a Merck en la valoración.

## Pleito
En marzo del 2006, hubo unos 10.000 casos y 190 tipos de acciones archivadas en contra de Merck sobre efectos cardiovasculares adversos asociados a Rofecoxib y sobre la adecuación de los peligros que Merck describió sobre el producto. El primer juicio por un homicidio erróneo, Rogers v. Merck, tuvo lugar en Alabama en la primavera de 2005, pero fue pospuesto después de que Merck argumentara que el demandante había falsificado pruebas sobre el uso de Rofecoxib.
El 19 de agosto de 2005, el jurado de Texas votó 10 a 2 manteniendo que Merck era responsable sobre la muerte de Robert Ernst, un hombre de 59 años, quien presuntamente murió de un ataque al corazón inducido por Rofecoxib. El abogado de los demandantes fuer Mark Lanier. Merck argumentaba que la muerte se debió a la arritmia cardíaca del paciente, la cual no se había demostrada que estuviera asociada con el uso de Rofecoxib. El jurado le otorgó a Carol Ernst, viuda de Robert Ernst, una indemnización por daños y perjuicios de 253,4 millones de dólares. A partir de marzo de 2006, el demandante aún no había pedido al tribunal que emitiera un juicio sobre el veredicto. Merck declaró que apelaría.
El 3 de noviembre de 2005, Merck ganó el segundo juicio, Humeston v. Merck, un juicio celebrado en Atlantic City, Nueva Jersey. El demandante experimentó un leve infarto de miocardio y afirmó que el Rofecoxib fue el responsable, después de haberlo estado tomando durante dos meses. Merck argumentaba que no había evidencias de que el Rofecoxib fuera la causa, y que no había evidencias científicas que lo vincularan a trastornos cardíacos de corta duración. El jurado determinó que Merck había advertido adecuadamente a los médicos y pacientes del riesgo del medicamento.
El primer juicio federal sobre Rofecoxib, Plunkett v. Merck, comenzó el 29 de noviembre de 2005 en Houston, Texas. El juicio terminó con un jurado en desacuerdo y como consecuencia fue declarado nulo el 12 de diciembre de 2005. De acuerdo con elWall Street Journal, un periódico de Nueva York, el jurado votó por mayoría de 8 a 1 a favor de la defensa. A un nuevo juicio en febrero de 2006 en Nueva Orleans, Luisiana, el jurado determinó que Merck no era responsable de los hechos ocurridos.
El 30 de enero de 2006, un tribunal de Nueva Jersey desestimó una demanda presentada por Edgar Lee Boyd, quien culpó al medicamento Vioxx sobre la hemorragia digestiva que experimentó después de haberlo tomado. El juez dijo que Boyd no pudo haber probado el medicamento a causa de su dolor de estómago y hemorragias internas.
En enero de 2006, el juicio Garza v. Merck comenzó en Rio Grande City, Texas. El demandante, un fumador de 71 años con enfermedades del corazón, tuvo un ataque de corazón tres semanas después de terminar una muestra semanal de Rofecoxib. El 21 de abril de 2006, el jurado le otorgó al demandante 7.000.000 de dólares compensatorios. El tribunal de apelaciones del estado de Texas en San Antonio.
El 5 de abril de 2006, el jurado declaró a Merck responsable de un ataque al corazón de John McDarby, un hombre de 77 años, y le concedió al Sr. McDarby 4,5 millones de dólares en daños y perjuicios basándose en qué Merck no advirtió adecuadamente al paciente sobre los riesgos de Vioxx. Después de una audiencia el 11 de abril de 2006, el jurado también concedió al Sr. McDarby 9 millones de dólares adicionales en concepto de daños punitivos. El mismo jurado declaró a Merck inocente en el caso sobre el ataque al corazón de Thomas Cona, un hombre de 60 años.
En resumen, Merck ha pagado 970 millones de dólares en casos relacionados con el Vioxx en gastos legales hasta el año 2007, y se han destinado 4,85 millones de dólares más a los demandantes. Los pacientes de países fuera de los Estados Unidos que alegan haber sufrido daños como resultado del consumo de Vioxx están haciendo campaña para que esto se extienda.
En marzo del 2010, una demanda colectiva de ciudadanos australianos en contra de Merck dictaminó que el Vioxx dobló el riesgo de ataques de corazón y que Merck había violado la Ley de Prácticas Comerciales vendiendo el medicamento que había sido catalogado como no apto para la venta.

## Otros efectos
Se demostró que Rofecoxib mejoraba el acné vulgar premenstrual en un ensayo clínico aleatorio.